# Бровкина, Ольга Евгеньевна
Ольга Бровкина (род. 28 апреля 1970 года) — российский модельер, дизайнер интерьера и художник, автор марок «Olga Brovkina» и «Юбка&Блузка».
Начиная с 1994 года, Бровкина постоянно участвует в российских и международных выставках дизайна и изобразительного искусства, включая недели моды в Милане и в Париже, Российскую неделю моды и «Арт-Москва». Она является лауреатом международной премии дизайна Smirnoff в Дублине (1994), а также обладательницей Гран-при и специальных призов международного конкурса дизайнеров in Vogue в Вильнюсе (1999).
Бровкина является членом ряда профессиональных организаций — Московского Союза художников (МСХ), Творческого Союза Художников Декоративно-Прикладного Искусства (ТСХ ДПИ) и Международной Общественной Ассоциации «Союз Дизайнеров».

## Биография

### Образование
Ольга Бровкина родилась 28 апреля 1970 года в Курске, Россия, в семье педагогов. После окончания Детской художественной школы (ДХШ) № 1 г. Курска с 1987 по 1992 год Бровкина училась на Художественно-графическом факультете Курского государственного педагогического университета (КГПУ). В 1992 году Бровкина переехала в Москву, где поступила на учёбу на факультет «Дизайн и моделирование одежды» в Высшую авторскую школу Галины Зайцевой при Международном художественном фонде. Позднее Бровкина перевелась на факультет дизайна одежды Международного славянского института (МСИ), который окончила в 1997 году. В 2001 году Бровкина окончила также факультет журналистики МГУ, отделение «PR и связи с общественностью».

### Профессиональная деятельность

#### Участие в дизайнерских конкурсах в 1990-е годы
В 1994 году, будучи студенткой института, 24-летняя Ольга Бровкина приняла участие в международном конкурсе молодых дизайнеров Smirnoff International Fashion Awards, который проходил в Дублине, Ирландия. Со своей авангардной коллекцией «Побег от стереотипов» Бровкина в итоге заняла третье место.. Как отметил искусствовед Аарон Гельруд, «Бровкина создала революционную для своего времени коллекцию „Побег от стереотипов“, в которой модели семенили по подиуму в сюрреалистичных трико неожиданно переходящем в облегающий капюшон. Она одной из первых нащупала пульс ожидания общества, когда шапка-ушанка, лиловые лосины и малиновый пиджак правили бал как в жизни, так и на стихийно проводимых первых российских биеннале».
В 1995 году в Санкт-Петербурге Бровкина участвовала в конкурсе молодых дизайнеров «Адмиралтейская игла», завоевав специальный приз — стажировку в Доме мод Татьяны Парфёновой. Как позднее сказала в интервью сама Бровкина, «огромный опыт я приобрела будучи студенткой, стажируясь в течение месяца в Модном Доме Татьяны Парфёновой. Тогда, пожалуй, и была задана высокая планка требований к собственному делу».
В 1996 году известный итальянский кутюрье Элио Фьоруччи пригласил Бровкину представить свою коллекцию на Неделе pret-a-porter MOMM в Милане. Как было отмечено в связи с её показом в журнале Collezioni, «теперь мы можем говорить о возвращении русских модельеров на мировую арену». В 1997 и 1999 годах прошли ещё два показа работ Бровкиной в Милане.
В 1997 и 1999 годах Бровкина дважды приняла участие в конкурсе дизайнеров In Vogue в Вильнюсе. Представленные на вильнюсском подиуме модели были отмечены специальными призами от признанных модельеров: Иссэй Миякэ наградил Бровкину за законченность коллекции, Rochas — за нежность и женственность, а Оливье Лапидус вручил ей награду за «самую гармоничную и качественную» коллекцию.
В 1998 году Бровкина представляла Россию на международном конкурсе европейских модельеров в Амстердаме, где её коллекция вечерних платьев из натурального шёлка и обувь получила высокие оценки. В том же году Бровкина участвовала в выставке Baltic Textiles в Вильнюсе с коллекцией белых платьев в крестьянском стиле.
В 1999 году на Неделе Высокой моды в Париже Бровкина представила «действительно, качественную и гармоничную одежду, сшитую причём, из настоящей русской ткани — льна». По итогам конкурса «о ней много писали в прессе и появились первые предложения сотрудничества от известных компаний». В том же году Бровкина сделала свою первую коллекцию для китайского производителя кашемировых изделий Erdos.

#### Создание собственных брендов «Юбка&Блузка» и Olga Brovkina
В 1996 году Бровкина создала собственную студию дизайна одежды «Юбка&Блузка», которая предлагает проектирование и разработку промышленных коллекций одежды, воплощение имиджа компаний, разработку дизайна и пошив повседневной одежды сотрудников согласно фирменному стилю, консультирование в вопросах дизайна одежды, а так же индивидуальный пошив одежды с использованием новейших разработок. Позже список производимой продукции расширился до платьев, кимоно и пальто. Проект «Юбка&Блузка» был создан для проектирования и разработки промышленных коллекций одежды. Концепция марки — идеальный гардероб, все вещи которого были бы просты и идеально подходили бы друг другу.
В 2001 году Бровкина создала бренд класса prêt-a-porter de-lux Olga Brovkina, с которым она дебютировала в том же году на Неделе моды в Москве, «заслужив высочайшее признание критиков и престижной публики». В настоящий момент Бровкина выпускает одежду двух линий: одежду массового производства — под брендом «Юбка&Блузка» и эксклюзивную одежду — под брендом Olga Brovkina.
Сегодня торговая марка Olga Brovkina представляет авторские коллекции одежды класса прет-а-порте де люкс и индивидуальный пошив. Их отличает безупречное качество и эксклюзивность выполненных работ. Как отметила сама дизайнер, "я верю, что одежда решает проблемы. Проблемы каждого человека в отдельности и общества в целом. Я стремлюсь сделать этот «инструмент» интеллигентным, мягким, лаконичным и эмоциональным одновременно. Чтобы вы лучше услышали меня, я говорю «шепотом». В интервью интернет-изданию FashionBank Бровкина следующим образом охарактеризовало свою продукцию: «Тонкое сочетание оптимистично-нежных цветов и света. Никакой театральности-бутафории, пушистости-игрушечности, колкости-агрессивности. Только грация, утонченность цветовых сочетаний и чёткость формы. Добрый характер и жизнелюбие. Лучшие ткани на основе натуральных волокон. И лучшие мастера для исполнения моих коллекций». По мнению специалистов, «одежда от Ольги Бровкиной — это уникальный дизайн, привлекательные акценты, удачный крой нарядов. Длинноватые струящиеся платья, однотонные платья лаконичного силуэта, сочетание смелых и строгих деталей гардероба — это стиль Ольги Бровкиной, который подойдет смелым, уверенным внутри себя дамам».
В начале 2002 году Дизайн-студия Ольги Бровкиной открыла фирменный магазин в Москве. Как отметило интернет-издание eMax.ru, «на одной из самых известных улиц Москвы, на Тверской, расположена небольшая, но невероятно интересная Дизайн-студия Ольги Бровкиной», далее давая подробное описание студии.
В 2008 году Дом Olga Brovkina открыл бутик в Белоруссии. Как по этому поводу было сказано в интернет-издании FashionTime, «теперь работы признанного мастера юбок и блузок доступны в Минске. В салоне дизайнерской одежды „Арка“ представлены яркие, стильные, изысканные и женственные платья для самых разных модниц — скромных и страстных, деловых и романтичных, активных и спокойных».

#### Участие в выставочной деятельности в 2000-е годы
На протяжении 2000-х годов Бровкина на постоянной основе участвует в крупнейших российских форумах моды. Так, в 2002 году корреспондент газеты «Московский комсомолец» Светлана Плешакова в своём репортаже, посвящённом Неделе pret-a-porter в Москве, назвала Бровкину в числе дизайнеров, «которые стабильно определяют лицо русской моды на протяжении последних лет»,
В 2005 году на Российской неделе моды помимо традиционных для себя юбок и блузок Бровкина представила также платья и пальто. По мнению обозревателя Ольги Куликовой, «дизайнер попыталась сделать из современных городских девушек идеал современной красоты». Как говорит автор коллекции, «современные женщины устали от цивилизации и необходимости чему-то соответствовать. Им нужно вернуться к истокам, почувствовать себя прекрасными богинями. Богини эпохи Возрождения — вот какими мы должны стать». Куликова вместе с тем отмечает, что «несмотря на эту основную идею, в коллекции была представлена одежда, которую носили женщины во все времена. От современного мира остались ткани, декор и актуальные силуэты. От прошлого времени — сложные сочетания цветовых оттенков и разнообразных фактур — матовых, шёлковых, прозрачных, тяжелых, струящихся, плотных. Игра именно с цветом и фактурой выделяет Ольгу Бровкину».
В 2007 году своём репортаже с Российской неделе моды в Москве корреспондент «Московского комсомольца» Сабина Дадашева назвала Бровкину в числе «лучших российских дизайнеров».
Летом 2007 года Бровкина представила коллекцию «Женщины барона Мюнхгаузена», одев моделей в шелковые юбки, блузки и платья ярких цветов. Цветовая феерия продолжилась и в её осенне-зимней коллекции 2007—2008 годов «it-girl». В этой коллекции дизайнер «выбирает танец разноцветных пятен на длинных струящихся платьях, делает контрастные акценты на однотонных платьях лаконичного силуэта (кокетливый зелёный пояс с бантом — на бежевом фоне, оранжевый — на ярко-зелёном). А потом может принять строгий вид, надев блузку в дырочках и юбку в вертикальную черно-белую полоску».
В 2008 году в Москве состоялся премьерный показ коллекции японской марки трикотажной одежды «Джей-Кей-Би» (JKB), в работе над которой принимала участие группа российских дизайнеров, включая Бровкину.
В 2009 году на Российской неделе моды в Центре международной торговли Бровкина представила весенне-летнюю коллекцию под названием «Любительница приключений». Как отмечено в репортаже интернет-издания FashionBank, «в первой части своей коллекции дизайнер применила фактически все возможные фактуры чёрной ткани — от строгой и плотной до почти полностью прозрачной, как бы намекая на то, что до освобождения от многочисленных „болезней цивилизации“ еще предстоит нелегкий путь». Во второй части показа появились цветные платья — ярко красное, с драпировками, массивное жёлтое и белое, с цветочными узорами, призванными в данном случае показать единение с природой. Как отметил корреспондент, «в коллекции представлены платья различного кроя — лёгкие, красиво повторяющие стремительные движения и выдержанные в духе современных тенденций: много платьев-футляров, летних плащей и ярких блузок. Как бы противовес им созданы платья в пол из тончайшего шёлка, напоминающие о теплых летних вечерах, романтических встречах и вечерних приемах на открытом воздухе. Это одежда на все времена, и если от современности здесь высококачественные ткани и актуальные силуэты, то от классики — сложные сочетания цветовых оттенков и разнообразных фактур — матовых, шёлковых, прозрачных, тяжелых, струящихся и плотных. Основной материал — шёлк различной структуры, мягкая шерсть, нежнейший кашемир. Декор — ручная абстрактная вышивка, аппликации». Как отметила Бровкина, «современные женщины устали от цивилизации. И им нужно вернуться к истокам, почувствовать себя прекрасными богинями».
В том же году на подиуме Российской недели моды Бровкина представила осенне-зимнюю коллекцию сезона 2009—2010 годов под названием «Леденцы». Место классического маленького чёрного платья заняли маленькие цветные платья-«конфетки». Коллекция сочных цветов и чётких форм, формирующая прекрасное настроение, создана для «ярких и весёлых девушек». В коллекции представлены миниатюрные элегантные платья из шерсти и шёлка ярких цветов: желтого, небесно-голубого, травяного, морская волна, фуксия, красного. К ним в дополнение — цветные пальто и плащи. Яркие цвета легли на строгий крой — форма платьев четкая, аккуратная. Получилось цветное «маленькое черное платье» — по классически удобное и комфортное, но эмоциональное, радостное.
Наконец, в октябре 2009 года во Всемирном торговом центре в Москве состоялся показ весенне-летней коллекции Бровкиной 2010 года под названием Russian harajuku girl. Как отмечено в материале журнала «Страсти», «в этой коллекции можно найти практически все модные тренды сезона, и в то же время она полна авторских деталей, которые выглядят сверхсовременно». Типичный для стиля Бровкиной женственный стиль «дополнен бунтарскими аксессуарами — игривыми гетрами, холщовыми сумками и обувью на плоской подошве, демонстрируя единство нежных и хрупких вещей с практичными и даже брутальными». Как говорится в статье, «в коллекции вы найдете вариации на тему кимоно, выполненные из традиционного японского шёлка, расписанного вручную. Их тонкий, изящный рисунок удачно дополняет изысканный крой, создающий волнующий силуэт». Элегантные вечерние платья в пол выглядят очень сдержанно благодаря отсутствию декора. Еще одна линия состоит из платьев, выполненных из итальянской шерсти нежнейшего качества, больше похожей на шёлк. «Цвета в коллекции Ольги Бровкиной — живописные, сдержанные, и всюду — цветы. Весеннее многоцветие, навевающее воспоминания о японской сакуре и райских садах».
В 2010 году на Российской неделе моды Бровкина представила весенне-летнюю коллекция под названием «Мой сад». Это «необыкновенно нежная и прекрасная коллекция. Платья, выкроенные из таких материалов, как натуральный шёлк, тонкий шерстяной трикотаж Ungaro, необыкновенно нежнейший кашемир, коллекционная европейская ткань Kenzo и Valentino, невесомый „летящий“ шёлк из коллекций Armani, не могут не впечатлить, и не вызвать восторга,… а принты, включающие в себя изображения цветов, бабочек, наполнены нежностью, чистотой, жизненной силой и радостью».
В 2014 году на Mercedes-Benz Fashion Week Russia Бровкина презентовала новую коллекцию, которая посвящена процессу перерождения гусеницы из кокона в красочную бабочку. В коллекции были представлены как объемные пальто-oversize, скрывающие фигуру, так и лёгкие шелковые платья с цветочным принтом. По словам модельера, коллекция пронизана символами. На её создание Бровкину вдохновил природный процесс превращения гусеницы в бабочку… «В своей коллекции я хотела рассказать о том, как женщина превращается в бабочку и как много времени и сил уходит на то, чтобы пробить этот кокон, выбраться за пределы предрассудков. Когда тебе очень тяжело и хочется, чтобы кто-то протянул руку помощи, нужно помнить, что только преодолев самостоятельно все сложные жизненные моменты, ты сможешь словно бабочка обрести крылья».

#### Живописное творчество
Бровкина известна также как художник-абстракционист. Как отметила искусствовед Ирина Шухмина, «основа её лирической абстракции — цвет, элегантно сочетающийся с формой и повествованием. Это сбалансированный и элегантный стиль абстрактного искусства, который может быть успокаивающим, живым и всегда очень искренним. Исследования Ольги направлены не в сторону деформации натуры, что считают приоритетным многие художники-абстракционисты, а скорее в область создания универсального языка, чьё эстетическое значение понятно всем».
Работы Бровкиной представлены, в частности, на сайте Галереи Саатчи.

#### Участие в художественных и дизайнерских выставках в последние годы
В последние годы Бровкина продолжала участвовать в многочисленных художественных и дизайнерских выставках и фестивалях. Так, в ноябре 2019 года в Галерее Светланы Сажиной она представила «серию ассоциативных абстрактных живописных холстов» под общим названием «Прошлое/будущее». В связи с проведением этой выставки Бровкина отметила: «Я изображаю то, что невозможно увидеть глазами: впечатления от общения с людьми, состояния и настроения, размышления… для меня это не просто выставка, а поиск близких душ».
Картины Бровкиной выставлялись на фестивале «Уникальная Россия» в Гостином дворе в январе-феврале 2022 года, и двух фестивалях Art Russian Design Fest — «Контуры сближения» в галерее ArtMaison в Москве в июне 2022 года и «Игры цвета» в ноябре-декабре 2022 года.
В апреле 2023 года Бровкина принимала участие в выставке «Арт-Москва», где, в частности, представила фрагмент интерьера под названием «Воспоминание о ветре в саду камней» в стиле джапанди (англ. japandi), сочетающем черты скандинавской и японской традиций.
В мае 2023 года выставка лирических абстракций Бровкиной «Инфографика Счастья» состоялась в московской галерее ArtMaison. Как отметила искусствовед Лиза Эшва, работы Бровкиной «создают особую атмосферу гармонии и спокойного погружения в медитацию городской среды, исповедуя принципы ваби-саби, творя искусство в своём естестве, неподдельности и без излишеств и актуального стиля джапанди — любимого многими, небанального симбиоза скандинавского стиля с японской культурой». На выставке также демонстрировалась коллекция одежды Бровкиной «Ветер в саду камней», созданная для «стремительных, легких девушек, которые всегда в движении». Работы коллекции отличает авторский крой, в котором переосмыслены и соединены традиционное кимоно с принципами оригами, а в качестве материалов использованы хлопок, еврофатин и тайвек.
По словам искусствоведа Аарона Гельруда, Бровкина «исследует чувственную природу женщины и, по её личному признанию, способна „изображать невидимое“. Являясь художником широкого диапазона, Бровкина „незаметно откусывает“ различные куски рынка современного искусства, прекрасно отдавая себе отчёт в том, что общество нуждается в табуировании культурных кодов, когда провокативное порой подминает под себя здравый смысл». Как отмечает автор, на выставке «мода идёт лейтмотивом показа, приятным бонусом к которому поданы дизайнерские картины автора, гармонично вписанные в современный интерьер. Ольга Бровкина знает толк в гармонии. Гармония — это когда внутренние демоны спят сладким сном бенгальских котиков».
В ноябре 2023 года абстрактные картины Бровкиной демонстрировались на 50-м Российском Антикварном салоне в Гостином дворе.
В июне-июле 2024 года коллекция одежды Бровкиной демонстрировалась на площадке культурного пространства ГЭС-2 в рамках выставки «Здесь были мы. Архивы российской моды. 1993—2005», посвящённой рождению современной российской модной индустрии, её деятелям и связи с отечественной арт-сценой. В рамках этого мероприятия дизайнер приняла участие в публичных дискуссиях «Неделя моды: где и как демонстрировали коллекции в России».
В январе 2025 года на экосистеме инновационных медиасервисов платформе MEDIIIA вышло интервью с Бровкиной. В материале Людмилы Алябьевой «Стоит остановиться — и всё затухнет» Ольга рассказала Архиву российской моды о своём пути: образовании в первой частной школе дизайна, как она разработала свои модели на основе уникального кроя, который создала вместе с конструктором, об участии и победах в конкурсах дизайнеров, стажировке у Татьяны Парфёновой, первых неделях моды, опыте работы в клубной индустрии и особенностях создания собственного бизнеса.

## Членство в профессиональных и творческих организациях
Ольга Бровкина является членом Международной Общественной Ассоциации «Союз Дизайнеров» (с 1996 года), Московского Союза художников (с 2003 года) и членом Творческого Союза Художников Декоративно-Прикладного Искусства (с 2022 года).

## Награды и звания
- 1994 — Лауреат международной премии дизайна Smirnoff в Дублине
- 1997 — Лауреат международного конкурса in Vogue в Вильнюсе
- 1999 — Гран-при международного конкурса in Vogue в Вильнюсе
- 2002 — «Лицо года» от журнала «Лица»[11]
- 2003 — «Лицо года» от журнала «Лица»[11]

### Специальные награды
На конкурсе in Vogue в Вильнюсе в 1999 году Бровкина была удостоена специальных призов от международных домов моды:
- от Oliver Lapidus — «За самую гармоничную и качественную коллекцию»
- от Rochas — «За нежность и женственность»
- от Issey Miyake — «За законченность коллекции»[11].

## Публикации
- Cosmopolitan. Бомонд. Ольга Бровкина // Cosmopolitan. — 1995. — Апрель. — С. 179.
- Симона Мелегари. Молодые русские на волне // Collezioni. — 1996. — Апрель. — С. 2.
- Птюч. Детали. Ольга Бровкина // Птюч. — 1997. — № 4. — С. 18.
- Ремилия Пауликайте. Обладатель золотой пуговицы из Донецка не умеет шить // Respublika. — 1999. — № 24. — С. 9.
- Remigija Paulikaite. Basomis per Mados Vandeni // Brigita. — 1999. — № 29. — С. 6—7.
- Е.Р. В моде — Вильнюс // L’Officiel. — 1999. — № 12 (июль). — С. 169.
- Н.Ш. Ольга Бровкина в Париже // L’Officiel. — 2000. — № 18 (май). — С. 15.
- marie clair. marie clair клуб стиль // marie clair. — 2001. — № 18 4(36) (май). — С. 45.
- Лиза. Ольга Бровкина. Девушка Летчика // Лиза. — 2004. — № 1. — С. 6.
- in Style. Ольга Бровкина // in Style. — 2006. — Март. — С. обложка, 9.
- Time Out. Russian Fashion Week // Time Out. — 2006. — Октябрь. — С. 5, 25 ,53.
- ЖМ. Летние комплекты // Журнал Мод. — 2007. — № 1 (493). — С. обложка, 11-14.
- Елена Гуляева. Мода.Самолет.Девушка // Мезонин. — 2007. — № 91 (май). — С. 142—143.
- Татьяна Левченко. Небесное платье, или выкройка из облаков // Fashion. — 2008. — Сентябрь. — С. 50—54.
- MBFW. Ольга Бровкина Каталог школьной формы // МинПромТорг России. — 2013. — Сентябрь. — С. 50.
- Татьяна Чернышева. Ольга Бровкина знает, во что одеть вашу девушку // Penthouse. — 2008. — Июль. — С. 46—47.